# Ernest Starling
.
Ernest Henry Starling (17. travnja 1866. – 2. svibnja 1927.) bio je engleski fiziolog, najpoznatiji po postavljanju Frank-Starlingova zakona srca, kojeg je predstavio 1915., a modificirao 1919.g.
Ernest Starlin je zajedno s William Maddock Baylissom, svojim dugogodišnjim suradnikom i šogorom, zaslužan za otkriće sekretina, prvog hormona utvrđenog kod čovjeka.